# Adeliana Dal Pont
Adeliana Dal Pont (Timbé do Sul, 16 de setembro de 1960) é uma política brasileira e engenheira sanitarista. 
Foi prefeita de São José, estando no cargo de 2013 a 2020 e sendo a primeira mulher eleita para o cargo. Antes disso, foi vereadora na cidade por dois mandatos, além de ter ocupado outros cargos públicos.

## Carreira Política
Seu primeiro cargo público foi como secretária de saúde do município de Araranguá, no extremo sul de Santa Catarina, em 1985.
Assumiu o cargo de secretária de saúde de São José em 1994, permanecendo à frente desta secretaria até 2003.
Foi eleita vereadora de São José pela primeira vez em 2000, pelo Partido da Frente Liberal (PFL), recebendo 2.228 votos válidos. Foi reeleita novamente em 2004, recebendo 2.759 votos válidos.
Concorreu pela primeira vez ao cargo de prefeita de São José em 2008, pelo Partido do Movimento Democrático Brasileiro (PMDB), recebendo 24.755 votos - 23,57% do total - ficando assim em segundo lugar. Com este resultado, foi convidada para assumir o cargo de secretária adjunta de Planejamento. Permaneceu no cargo até 2010, quando foi convidada pelo governador de Santa Catarina para assumir o cargo de Secretária de Desenvolvimento Regional (SDR) da Grande Florianópolis.
Com a criação do Partido Social Democrático (PSD) em 2011, Adeliana entrou no partido e teve seu nome confirmado em convenção partidária como candidata a prefeita para as próximas eleições. Concorreu em 2012 à prefeitura de São José, tendo como vice o ex-secretário estadual de Turismo, Cultura e Esporte, José Natal Pereira, do Partido da Social Democracia Brasileira (PSDB), numa coligação intitulada "Pra cuidar de São José" e formada ainda pelos PSB, PP, DEM, PSC, PHS e PPS. 
Adeliana recebeu 66.602 votos - 61,19% do total e se tornou a primeira mulher eleita prefeita de São José. Tomou posse no dia 1º de janeiro de 2013. Em 2016, disputou a eleição contra seu então vice Natal, e foi reeleita com 44,312 votos - 39.14% do total. Neri do Amaral se tornou o vice para o segundo mandato.